# Edvige Elisabetta Carlotta di Holstein-Gottorp
Edvige Elisabetta Carlotta di Holstein-Gottorp (Eutin, 22 marzo 1759 – Stoccolma, 20 giugno 1818) fu una principessa di Oldenburg e regina di Svezia e Norvegia.

## Biografia
Era figlia unica di Federico Augusto I, duca di Oldenburg, e della moglie Ulrica Federica Guglielmina d'Assia-Kassel, figlia del langravio Massimiliano d'Assia-Kassel.

## Matrimonio
Il 21 giugno 1774 Edvige convola a nozze con il futuro re Carlo XIII di Svezia. La cerimonia si svolse a Wismar. Fu un matrimonio lussuoso, seguito da una mascherata nella località di Kungsträdgården. Edvige venne notata, per la sua bellezza, per la sua vita di soli 48 cm, e per il suo piccolissimo numero di scarpe, il 31.
A gennaio del 1775 una falsa gravidanza fece sperare nella successione al trono. La notizia spinse entrambi verso relazioni extraconiugali. Carlo prestò così maggiore attenzione alle sue amanti, tra le quali Augusta von Fersen.
Tra gli amanti di Edvige ci fu probabilmente il conte Hans Axel von Fersen, a sua volta presunto amante di Maria Antonietta. Inoltre la sua intima amicizia con la contessa Sofia von Fersen la fecero sospettare di essere bisessuale, sospetti confermati sia da Francisco de Miranda nel 1786 che da Federica di Baden. Non si conoscono esattamente i tempi di tale relazione, ma Edvige Elisabetta era intenzionata a riprenderla nel momento in cui la Fersen ritornò in Svezia dopo il decesso di Maria Antonietta, ma ella declinò l'invito.
Edvige ebbe una relazione anche con il fratello più giovane di Fersen, Fabian von Fersen.
Erano passati molti anni da quando la regina si era unità in matrimonio con Carlo, eppure non riusciva ancora a concepire l'erede al trono di Svezia, finché alla fine del 1797, dopo avere dato alla luce la principessa Luisa Hedvige (nata e morta il 2 luglio 1797), rimase incinta e diede alla luce un bambino:
- Carlo Adolfo (Stoccolma, 4 luglio 1798 - Stoccolma, 10 luglio 1798), che, purtroppo visse meno di una settimana. La coppia non ebbe altri figli.

## Regina

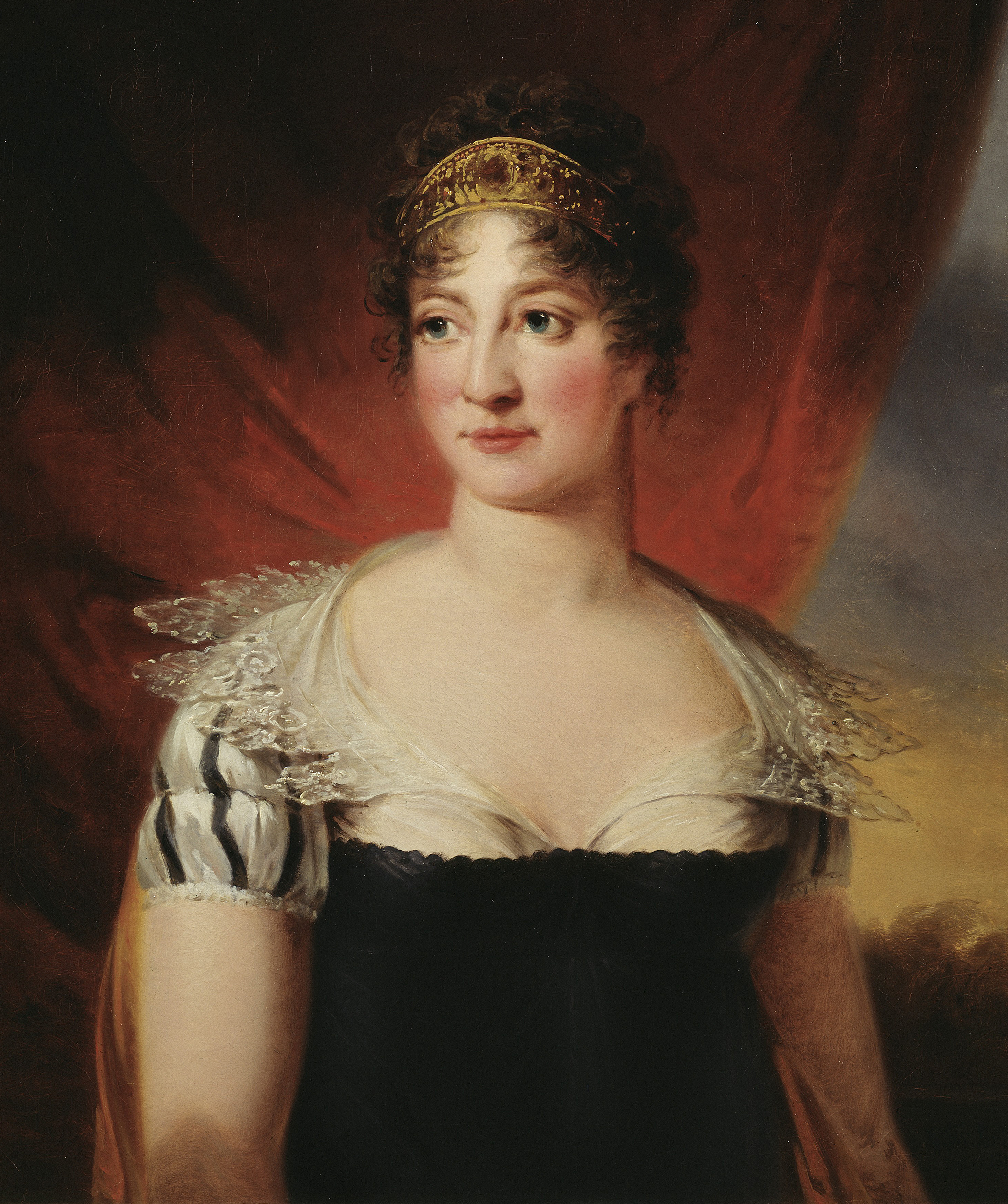
Carlotta di Holstein-Oldenburg nel 1814.

Il 5 giugno 1809, dopo un colpo di Stato, Edvige e Carlo vennero nominati sovrani di Svezia, ma in quel momento, la probabile regina dichiarò "Non voglio essere una regina". In seguito disse che trovava imbarazzante prendere il posto di un'altra.
Durante il suo regno è noto che Edvige, desiderosa di parlare con lui, ogni mattina faceva visita a Carlo nella sua camera da letto.
La coppia venne incoronata il 29 giugno 1809. Durante la cerimonia venne descritta come gentile e dignitosa, incapace di perdere la sua solita vivacità e allegria.
La regina organizzò un salotto, il cosiddetto "tavolo verde", dove le donne, durante l'attività di cucito, discutevano di politica. Dopo una performance della musicista cieca Carlotta Seuerling, Hedwig fonda un'università per non vedenti e per sordomuti, la prima del suo genere in Svezia. Ha inoltre contribuito al ripristino del Teatro Reale dell'Opera Svedese.

## L'influenza politica
Nonostante non desiderasse essere una regina i suoi contemporanei credevano che esercitasse comunque una grande influenza politica. Provava simpatia per l'ex regina Federica di Baden e la visitava durante gli arresti domiciliari. Lavorò per la liberazione della sua famiglia, fino a quando riuscì a ottenere dall'ex re il permesso di riunirsi con la sua famiglia, inizialmente messa agli arresti domiciliari.
Nel corso dei negoziati per la successione al trono ha sostenuto il partito gustaviano che riconosceva il figlio del deposto re come erede al trono. Quando Adlersparre osservò che il trono aveva un erede nel figlio del deposto re dichiarò che nessuno dei promotori del colpo di Stato lo avrebbe accettato, in quanto si temeva che il ragazzo, una volta re, avrebbe vendicato il padre.
I candidati alla carica di erede al trono erano il generale francese Jean Baptiste Bernadotte, il principe Pietro di Holstein-Gottorp e il principe danese Carlo Augusto Augustenburg. Per il bene dell'indipendenza svedese Edvige era scettica nella scelta di tutti i tre candidati: temeva che la Svezia potesse diventare parte dell'impero francese, o parte della Russia (come Pietro di Holstein, sposato con una russa), o della Danimarca.
Durante un incontro con Adlersparre ella aveva dichiarato "Sono molto felice di essere svedese e non vorrei essere o francese, russa o danese". Alla fine venne scelto Augustenburg per portare la Norvegia alla Svezia in sostituzione della Finlandia.
Poco prima dell'arrivo degli Augustenburg, il re in carica venne colpito da un ictus, per cui era incapace di regnare, così Edvige presiedette momentaneamente il Consiglio. Successivamente il partito gustaviano le chiese di accettare la carica di reggente, ma lei rifiutò.

## Omicidio Fersen
Carlo Augusto Augustenburg era disposto ad adottare l'ex principe ereditario Gustavo quale erede, ma venne ucciso nel 1810. Vennero messi in circolazione diversi opuscoli che sostenevano che il principe ereditario era stato assassinato dal partito gustaviano, e che la Regina meritava di essere impiccata.
Il conte Hans Axel von Fersen, sospettato di essere coinvolto nel presunto omicidio, venne linciato dalla folla, che cercò anche la sorella di Fersen, la contessa Sofia Piper, amica intima della regina. La folla venne a sapere che in quel momento si trovava con la regina a Palazzo Haga.
Combinazione voleva che sia la Regina che le sue dame di compagnia si trovassero in quel momento privi di una difesa militare, per cui c'era la possibilità che la folla inferocita potesse attaccare il Palazzo.
Alla regina e alle sue dame vennero inviate delle barche pronte all'evacuazione, nel caso la folla inferocita avesse marciato verso Palazzo Haga. Ma la regina decise di lasciare comunqure la città senza scorta. La sua dama di compagnia, la contessa Wilhelmina Taube, le suggerì di non muoversi, ma la regina rispose: "Tu sei una vigliacca, Wilehelmina, tu hai paura, io me ne andrò da sola, non temo la morte, posso sfidarla, e lo farò o morirò come Maria Antonietta. Lasciami!". Ma alla fine le sue dame di compagnia la convinsero a restare.

## La relazione con Jean-Baptiste Bernadotte
L'elezione di un nuovo erede al trono si tenne a Örebro. Edvige sostenne prima l'ex principe ereditario Gustavo e dopo Pietro di Holstein. Venne deciso che durante l'elezione la Regina doveva rimanere al Palazzo Strömsholm : si temeva, a causa di una falsa credenza, che avrebbe interferito.
Quando fu eletto Jean-Baptiste Bernadotte il governo inviò per informarla Federico Augusto Adelsward come loro rappresentante. Fu delusa della scelta, in quanto Bernadotte non era un nobile. Le venne comunque chiesto, per diplomazia, di fare finta di essere felice. Lei rispose che sarebbe stata felice con chiunque fosse stato in grado di portare al regno svedese la dovuta stabilità politica: ".. Allora sarà quello giusto, e troverà un'amica leale in me, se sarà dotato di talento e di buon cuore". Le venne dato il permesso di andare a Örebro e lei dichiarò: "Io non desidero immischiarmi nella politica della Svezia, anche se tutti pensaranno il contrario".

## Il decesso
Alla morte del marito Edvige disse che non sarebbe mai stata in grado di sopravvivere senza di lui. Dopo il funerale, dopo una cena, si ritirò nella sua stanza a scrivere, ma la stessa notte, svenne e morì. La corona svedese e norvegese passò al maresciallo francese Jean-Baptiste Jules Bernadotte, con il nome di Carlo XIV di Svezia e Carlo III di Norvegia.

## Ascendenza
|                                                |                                   |                                                   | Genitori                                               |  |  | Nonni |  |  | Bisnonni                              |  |  | Trisnonni                        |  |
|                                                |                                   |                                                   |                                                        |  |  |       |  |  | Cristiano Alberto di Holstein-Gottorp |  |  | Federico III di Holstein-Gottorp |  |
|                                                |                                   |                                                   |                                                        |  |  |       |  |  | Cristiano Alberto di Holstein-Gottorp |  |  | Federico III di Holstein-Gottorp |  |
|                                                |                                   | Maria Elisabetta di Sassonia                      |                                                        |  |  |       |  |  | Cristiano Alberto di Holstein-Gottorp |  |  |                                  |  |
| Cristiano Augusto di Holstein-Gottorp          |                                   |                                                   |                                                        |  |  |       |  |  | Cristiano Alberto di Holstein-Gottorp |  |  |                                  |  |
|                                                |                                   | Federica Amalia di Danimarca                      | Federico III di Danimarca                              |  |  |       |  |  |                                       |  |  |                                  |  |
|                                                |                                   | Federica Amalia di Danimarca                      | Federico III di Danimarca                              |  |  |       |  |  |                                       |  |  |                                  |  |
|                                                |                                   | Federica Amalia di Danimarca                      | Sofia Amelia di Brunswick-Lüneburg                     |  |  |       |  |  |                                       |  |  |                                  |  |
| Federico Augusto I di Oldenburg                |                                   | Federica Amalia di Danimarca                      |                                                        |  |  |       |  |  |                                       |  |  |                                  |  |
|                                                |                                   | Federico VII di Baden-Durlach                     | Federico VI di Baden-Durlach                           |  |  |       |  |  |                                       |  |  |                                  |  |
|                                                |                                   | Federico VII di Baden-Durlach                     | Federico VI di Baden-Durlach                           |  |  |       |  |  |                                       |  |  |                                  |  |
|                                                |                                   | Federico VII di Baden-Durlach                     | Cristina Maddalena del Palatinato-Zweibrücken-Kleeburg |  |  |       |  |  |                                       |  |  |                                  |  |
| Albertina Federica di Baden-Durlach            |                                   | Federico VII di Baden-Durlach                     |                                                        |  |  |       |  |  |                                       |  |  |                                  |  |
|                                                |                                   | Augusta Maria di Holstein-Gottorp                 | Federico III di Holstein-Gottorp                       |  |  |       |  |  |                                       |  |  |                                  |  |
|                                                |                                   | Augusta Maria di Holstein-Gottorp                 | Federico III di Holstein-Gottorp                       |  |  |       |  |  |                                       |  |  |                                  |  |
|                                                |                                   | Augusta Maria di Holstein-Gottorp                 | Maria Elisabetta di Sassonia                           |  |  |       |  |  |                                       |  |  |                                  |  |
| Edvige Elisabetta Carlotta di Holstein-Gottorp |                                   | Augusta Maria di Holstein-Gottorp                 |                                                        |  |  |       |  |  |                                       |  |  |                                  |  |
|                                                | Carlo I, Langravio d'Assia-Kassel | Guglielmo VI, Langravio d'Assia-Kassel            |                                                        |  |  |       |  |  |                                       |  |  |                                  |  |
|                                                | Carlo I, Langravio d'Assia-Kassel | Guglielmo VI, Langravio d'Assia-Kassel            |                                                        |  |  |       |  |  |                                       |  |  |                                  |  |
|                                                | Carlo I, Langravio d'Assia-Kassel | Margravia Edvige Sofia di Brandeburgo             |                                                        |  |  |       |  |  |                                       |  |  |                                  |  |
| Langravio Massimiliano d'Assia-Kassel          | Carlo I, Langravio d'Assia-Kassel |                                                   |                                                        |  |  |       |  |  |                                       |  |  |                                  |  |
|                                                |                                   | Amalia di Curlandia                               | Giacomo Kettler                                        |  |  |       |  |  |                                       |  |  |                                  |  |
|                                                |                                   | Amalia di Curlandia                               | Giacomo Kettler                                        |  |  |       |  |  |                                       |  |  |                                  |  |
|                                                |                                   | Amalia di Curlandia                               | Margravia Luisa Carlotta di Brandeburgo                |  |  |       |  |  |                                       |  |  |                                  |  |
| Ulrica Federica Guglielmina d'Assia-Kassel     |                                   | Amalia di Curlandia                               |                                                        |  |  |       |  |  |                                       |  |  |                                  |  |
|                                                |                                   | Ernesto Luigi, Langravio d'Assia-Darmstadt        | Luigi VI, Langravio d'Assia-Darmstadt                  |  |  |       |  |  |                                       |  |  |                                  |  |
|                                                |                                   | Ernesto Luigi, Langravio d'Assia-Darmstadt        | Luigi VI, Langravio d'Assia-Darmstadt                  |  |  |       |  |  |                                       |  |  |                                  |  |
|                                                |                                   | Ernesto Luigi, Langravio d'Assia-Darmstadt        | Elisabetta Dorotea di Sassonia-Gotha-Altenburg         |  |  |       |  |  |                                       |  |  |                                  |  |
| Langravia Federica Carlotta d'Assia-Darmstadt  |                                   | Ernesto Luigi, Langravio d'Assia-Darmstadt        |                                                        |  |  |       |  |  |                                       |  |  |                                  |  |
|                                                |                                   | Margravia Dorotea Carlotta di Brandeburgo-Ansbach | Alberto II, Margravio di Brandeburgo-Ansbach           |  |  |       |  |  |                                       |  |  |                                  |  |
|                                                |                                   | Margravia Dorotea Carlotta di Brandeburgo-Ansbach | Alberto II, Margravio di Brandeburgo-Ansbach           |  |  |       |  |  |                                       |  |  |                                  |  |
|                                                |                                   | Margravia Dorotea Carlotta di Brandeburgo-Ansbach | Sofia Margherita di Oettingen-Oettingen                |  |  |       |  |  |                                       |  |  |                                  |  |
|                                                |                                   | Margravia Dorotea Carlotta di Brandeburgo-Ansbach |                                                        |  |  |       |  |  |                                       |  |  |                                  |  |